# Орден «Мати-героїня»
О́рден «Мати-героїня»  — жіноча державна нагорода СРСР, орден, яким нагороджувалися багатодітні матері одночасно з присвоєнням однойменного почесного звання. Звання і орден засновані Указом Президії Верховної Ради СРСР 8 липня 1944 року.

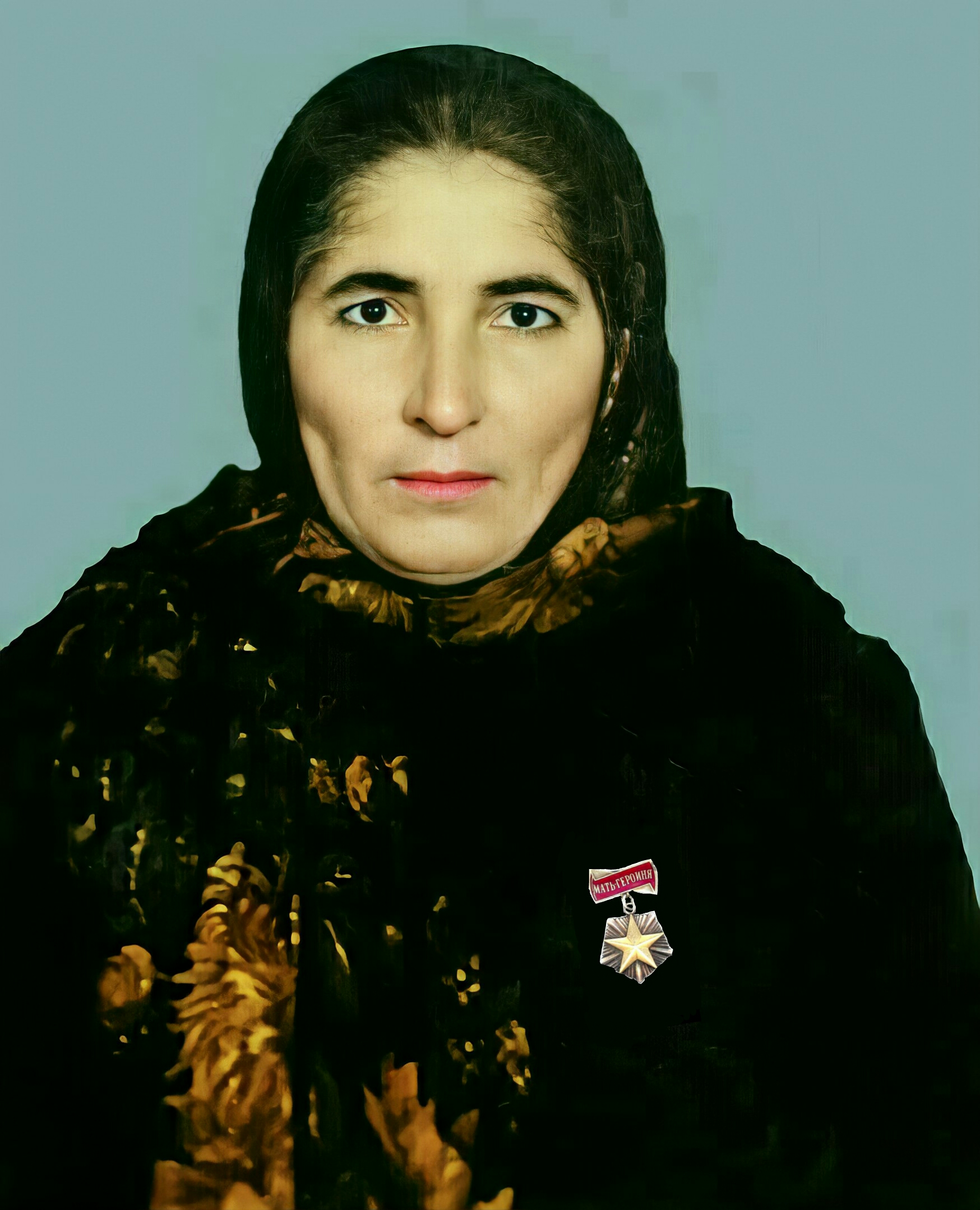
Ханбіка Аслан гізі Джафарова (1930–1997) із званням «Мати-героїня» Радянського Союзу.

Згідно з «Положенням про звання „Мати-героїня“», воно присвоювалося з одночасним нагородженням орденом матері що народила і виховала 10 і більш дітей, після досягнення останньою дитиною віку 1 року та за наявності в живих решти дітей цієї матері.
Одночасно з орденом «Мати-героїня» були впроваджені «Медаль материнства» та орден «Материнська слава».